# Bescat
Bescat es una comuna francesa de la región de Aquitania en el departamento de Pirineos Atlánticos.
El topónimo Bescat fue mencionado por primera vez en el año 1154 con el nombre de Bescad.

## Demografía
| 466 | 475 | 520 | 451 | 562 | 572 | 572 | 544 | 515 | 504 | 486 | 480 | 460 | 398 | 378 | 342 | 350 | 340 | 308 | 342 | 259 | 264 | 304 | 306 | 290 | 272 | 266 | 236 | 274 | 268 | 278 | 252 | 251 |
| Para los censos de 1962 a 1999 la población legal corresponde a la población sin duplicidades (Fuente: INSEE [Consultar]) |     |     |     |     |     |     |     |     |     |     |     |     |     |     |     |     |     |     |     |     |     |     |     |     |     |     |     |     |     |     |     |     |

## Economía
La principal actividad es la agrícola.